# Antonio Senosa
Antonio T. Senosa (ur. 18 listopada 1935 w Iloilo) – filipiński zapaśnik walczący w obu stylach. Dwukrotny olimpijczyk. Zajął 24. miejsce w stylu klasycznym i dziewiętnaste w wolnym na igrzyskach w Tokio 1964 i dwudzieste w stylu wolnym w Meksyku 1968. Walczył w kategorii do 63 kg.
Piąty na igrzyskach azjatyckich w 1962 roku.

## Letnie Igrzyska Olimpijskie 1964
| Konkurencja          | Rundy eliminacyjne | Rundy eliminacyjne    | Klas. końcowa |
| Konkurencja          | Przeciwnik I       | Przeciwnik I          | Miejsce       |
| -------------------- | ------------------ | --------------------- | ------------- |
| 63 kg styl klasyczny | Hans Marte (AUT) P | Kōji Sakurama (JPN) P | 24.           |

| Konkurencja      | Rundy eliminacyjne       | Rundy eliminacyjne         | Klas. końcowa |
| Konkurencja      | Przeciwnik I             | Przeciwnik II              | Miejsce       |
| ---------------- | ------------------------ | -------------------------- | ------------- |
| 63 kg styl wolny | Reiner Schilling (FRG) P | Baldangijn Sandżaa (MGL) P | 19.           |

## Letnie Igrzyska Olimpijskie 1968
| Konkurencja      | Rundy eliminacyjne      | Rundy eliminacyjne | Klas. końcowa |
| Konkurencja      | Przeciwnik I            | Przeciwnik II      | Miejsce       |
| ---------------- | ----------------------- | ------------------ | ------------- |
| 63 kg styl wolny | Nikos Karypidis (GRE) P | José Ramos (CUB) P | 20.           |